# Marina Marta Vlad
Marina Marta Vlad (født 8. marts 1949 i Bukarest i Rumænien) er en rumænsk komponist og violinist.
Vlad studerede komposition og violin på Det Nationale Musikuniversitet i Bukarest med endt afgangseksamen (1973). Hun har skrevet orkesterværker, kammermusik, korværker og klavermusik etc. Hun var lærer i komposition på på musikuniversitetet indtil (2002).

## Udvalgte værker
- Symfonisk sats (1979) - for orkester
- Billeder (1980) - for strygeorkester og orkester
- Sonate (1979) - for violin og klaver
- 2 Strygekvartetter (1981, 1982)